# Karpaty Rachów
Karpaty Rachów (ukr. Футбольний клуб «Карпати» Рахів, Futbolnyj Kłub "Karpaty" Rachiw) – ukraiński klub piłkarski z siedzibą w Rachowie, w obwodzie zakarpackim.

## Historia
Chronologia nazw:
- 19??—1998: Karpaty Rachów (ukr. «Карпати» Рахів)
- ???—...: Karpaty Rachów (ukr. «Карпати» Рахів)

Piłkarska drużyna Karpaty Rachów została założona w Rachowie po drugiej wojnie światowej.
Zespół występował w mistrzostwach obwodu zakarpackiego.
W sezonie 1995/1996 debiutował w Mistrzostwach Ukrainy spośród drużyn amatorskich. Dalej zespół kontynuował występy w rozgrywkach mistrzostw i Pucharu obwodu zakarpackiego, dopóki w 1998 z przyczyn finansowych został rozformowany.
Na początku XXI wieku klub reaktywowano. Drużyna występuje w rozgrywkach mistrzostw i Pucharu obwodu zakarpackiego.

## Sukcesy
- 3 miejsce w Mistrzostw Ukrainy spośród drużyn amatorskich:

1995/96
- mistrz obwodu zakarpackiego:

1998

## Znani piłkarze
- / Gabor Vajda

## Inne
- Zakarpattia Użhorod